# Fernando Gago
Fernando Rubén Gago, född 10 april 1986 i Ciudadela, Buenos Aires, är en argentinsk fotbollstränare och tidigare spelare. Han spelade som defensiv mittfältare.
Gago värvades till Real Madrid från det argentinska laget Boca Juniors år 2007 tillsammans med Gonzalo Higuaín från River Plate och brasilianske Marcelo från Fluminense. Han har jämförts med Fernando Redondo, som också kom från Argentina och spelade för Real Madrid.

## Tränarkarriär
Den 15 oktober 2024 blev Gago anställd som ny huvudtränare i Boca Juniors. Den 30 april 2025 blev han avskedad efter en förlust mot River Plate i Superclásico.

## Nämnvärda meriter

### Boca Juniors
- Primera División Argentina: 2005, 2006
- Copa Sudamericana: 2005
- Recopa Sudamericana: 2005, 2006

### Real Madrid
- La Liga: 2006/2007, 2007/2008
- Copa del Rey: 2010/2011
- Supercopa de España: 2007/2008

### Argentina
- U20-VM: 2005
- OS: 2008